# Wissarion (Stretowycz)
Wissarion, imię świeckie Wasyl Stretowycz (ur. 4 grudnia 1953 w Polanie) – biskup Ukraińskiego Kościoła Prawosławnego Patriarchatu Moskiewskiego.

## Życiorys
Po ukończeniu szkoły średniej i odbyciu służby wojskowej pracował przez trzy lata jako kierowca. Następnie w latach 1975–1979 uczył się w moskiewskim seminarium duchownym. W 1983 ukończył wyższe studia teologiczne w Moskiewskiej Akademii Duchownej. 1 kwietnia 1983 złożył wieczyste śluby zakonne, przyjmując imię Wissarion. Został skierowany do pracy duszpasterskiej w soborze Przemienienia Pańskiego w Żytomierzu, gdzie przebywał do 1986. Następnie służył przez rok w cerkwi Narodzenia Matki Bożej w Biłokorowyczach, zaś w latach 1987–1991 – w soborze św. Bazylego w Owruczu, będąc równocześnie dziekanem dekanatu owruckiego. Od 1990 ihumen. W latach 1991–1992 był proboszczem parafii Przemienienia Pańskiego w Owruczu, działającej przy wznoszonym soborze.
24 sierpnia 1992 został wyświęcony na biskupa korosteńskiego. Po wyodrębnieniu z eparchii żytomierskiej odrębnej eparchii owruckiej został jej ordynariuszem. W 2000 podniesiony do godności arcybiskupiej.